# Deuxième circonscription de Paris
Pour les articles homonymes, voir Deuxième circonscription de Paris de 1958 à 1986 et Deuxième circonscription de Paris de 1988 à 2012.
La deuxième circonscription de Paris est l'une des 18 circonscriptions électorales françaises que compte le département de Paris (75) situé en région Île-de-France depuis le redécoupage des circonscriptions électorales réalisé en 2010 et applicable à partir des élections législatives de juin 2012.
La circonscription est représentée à l'Assemblée nationale pour la XVIIe législature de la Cinquième République par Jean Laussucq, élu député le 7 juillet 2024.

## Délimitation de la circonscription
La loi du 23 février 2010 ratifie l'ordonnance du 29 juillet 2009, laquelle détermine la répartition des sièges et la délimitation des circonscriptions pour l'élection des députés.
La circonscription est délimitée ainsi : le 5e arrondissement, une partie du 6e arrondissement, comprenant les quartiers de la Monnaie, de l'Odéon et Saint-Germain-des-Prés et une partie du 7e arrondissement comprenant les quartiers du Gros-Caillou, des Invalides et Saint-Thomas-d'Aquin.
Cette délimitation s'applique donc à partir de la XIVe législature de la Cinquième République française.
Cette deuxième circonscription de Paris correspond à l'adjonction de la précédente deuxième circonscription (sauf le quartier Notre-Dame-des-Champs) et de la troisième  (sauf le quartier de l'École-Militaire).

## Députés
| Législature | Début de mandat | Fin de mandat   | Député           | Parti politique | Observations |
| ----------- | --------------- | --------------- | ---------------- | --------------- | --- |
| XIVe        | 20 juin 2012    | 20 juin 2017    | François Fillon  | UMP puis LR     | Ancien Premier ministre |
| XVe         | 21 juin 2017    | 21 juin 2022    | Gilles Le Gendre | LREM            | Ancien journaliste, chef d'entreprise |
| XVIe        | 22 juin 2022    | 9 juin 2024     | Gilles Le Gendre | RE              | Ancien journaliste, chef d'entreprise Mandat écourté à la suite d'une dissolution parlementaire décidée par Emmanuel Macron.                                                  |
| XVIIe       | 8 juillet 2024  | 11 juillet 2025 | Jean Laussucq    | RE              | Ancien directeur de cabinet de Rachida Dati, conseiller de Paris pour le 7e arrondissement depuis 2020. Déclaré inéligible par le Conseil constitutionnel le 11 juillet 2025. |

## Résultats électoraux

### Élections législatives de 2012
François Fillon, Premier ministre de Nicolas Sarkozy durant la totalité de son mandat (2007-2012) était précédemment député de la quatrième circonscription de la Sarthe. Il est investi par l'UMP pour se porter candidat dans cette circonscription parisienne. Le 10 juin 2012, il arrive en tête au premier tour avec 48,2 % des suffrages devant Axel Kahn (PS), qui totalise 33,88 % des suffrages exprimés. Le 17 juin, François Fillon est élu avec un score de 56,46 % pour un taux de participation de 60,57 %
|                                   | François Fillon élu       | UMP                          | 22 028 | 48,62  | 23 976 | 56,46  |  |  |  |  |  |
|                                   | Axel Kahn                 | Divers gauche (PS, PRG, MRC) | 15 348 | 33,88  | 18 489 | 43,54  |  |  |  |  |  |
|                                   | Laurent Audouin           | EÉLV                         | 1 875  | 4,14   |        |        |  |  |  |  |  |
|                                   | Marc Le Tanneur           | FN (RBM)                     | 1 782  | 3,93   |        |        |  |  |  |  |  |
|                                   | Amar Bellal               | PCF (FG) (Divers gauche)     | 1 589  | 3,51   |        |        |  |  |  |  |  |
|                                   | Anne-Sophie Godfroy-Genin | MoDem (CpF)                  | 1 213  | 2,68   |        |        |  |  |  |  |  |
|                                   | Véronique Bover-Sayous    | Pirate                       | 369    | 0,81   |        |        |  |  |  |  |  |
|                                   | Alix Fourier              | PCD                          | 338    | 0,75   |        |        |  |  |  |  |  |
|                                   | Chantal Cottet            | RIC                          | 154    | 0,34   |        |        |  |  |  |  |  |
|                                   | Guillaume Lance           | DLR                          | 148    | 0,33   |        |        |  |  |  |  |  |
|                                   | Christophe Darmangeat     | LO                           | 112    | 0,25   |        |        |  |  |  |  |  |
|                                   | Stella Rebot              | PL                           | 101    | 0,22   |        |        |  |  |  |  |  |
|                                   | Gilles Moisan de Kebino   | AR                           | 99     | 0,22   |        |        |  |  |  |  |  |
|                                   | Yvan Blot                 | RIF                          | 76     | 0,17   |        |        |  |  |  |  |  |
|                                   | Farid Debah               | AÉI                          | 41     | 0,09   |        |        |  |  |  |  |  |
|                                   | Nicolas Rousseaux         | FR                           | 28     | 0,06   |        |        |  |  |  |  |  |
|                                   | Clément Deflandre         | Divers gauche                | 2      | 0,00   |        |        |  |  |  |  |  |
|                                   | Lassina Traoré            | Divers                       | 0      | 0,00   |        |        |  |  |  |  |  |
|                                   |                           |                              |        |        |        |        |  |  |  |  |  |
| Inscrits                          | Inscrits                  | Inscrits                     | 71 198 | 100,00 | 71 179 | 100,00 |  |  |  |  |  |
| Abstentions                       | Abstentions               | Abstentions                  | 25 631 | 36     | 28 067 | 39,43  |  |  |  |  |  |
| Votants                           | Votants                   | Votants                      | 45 567 | 64     | 43 112 | 60,57  |  |  |  |  |  |
| Blancs et nuls                    | Blancs et nuls            | Blancs et nuls               | 264    | 0,58   | 647    | 1,5    |  |  |  |  |  |
| Exprimés                          | Exprimés                  | Exprimés                     | 45 303 | 99,42  | 42 465 | 98,5   |  |  |  |  |  |
| Source : Ministère de l'Intérieur |                           |                              |        |        |        |        |  |  |  |  |  |

### Élections législatives de 2017
Les élections législatives se sont déroulées les dimanches 11 et 18 juin 2017.
|                                                                       |                                                                                    |                           |                           |                          |                          |
|                                                                       |                                                                                    | Premier tour 11 juin 2017 | Premier tour 11 juin 2017 | Second tour 18 juin 2017 | Second tour 18 juin 2017 |
|                                                                       |                                                                                    |                           |                           |                          |                          |
|                                                                       |                                                                                    | Nombre                    | % des inscrits            | Nombre                   | % des inscrits           |
| Inscrits                                                              | Inscrits                                                                           | 71 740                    | 100,00                    | 71 736                   | 100,00                   |
| Abstentions                                                           | Abstentions                                                                        | 27 195                    | 37,91                     | 34 773                   | 48,47                    |
| Votants                                                               | Votants                                                                            | 44 545                    | 62,09                     | 36 963                   | 51,53                    |
|                                                                       |                                                                                    |                           | % des votants             |                          | % des votants            |
| Bulletins blancs                                                      | Bulletins blancs                                                                   | 275                       | 0,62                      | 2 543                    | 6,88                     |
| Bulletins nuls                                                        | Bulletins nuls                                                                     | 111                       | 0,25                      | 775                      | 2,10                     |
| Suffrages exprimés                                                    | Suffrages exprimés                                                                 | 44 159                    | 99,13                     | 33 645                   | 91,02                    |
|                                                                       |                                                                                    |                           |                           |                          |                          |
| Candidat Étiquette politique (partis et alliances)                    | Candidat Étiquette politique (partis et alliances)                                 | Voix                      | % des exprimés            | Voix                     | % des exprimés           |
|                                                                       |                                                                                    |                           |                           |                          |                          |
|                                                                       | Gilles Le Gendre La République en marche !                                         | 18 463                    | 41,81                     | 18 347                   | 54,53                    |
|                                                                       | Nathalie Kosciusko-Morizet Les Républicains (Union des démocrates et indépendants) | 8 007                     | 18,13                     | 15 298                   | 45,47                    |
|                                                                       | Jean-Pierre Lecoq Divers droite (Les Républicains diss.)                           | 4 050                     | 9,17                      |                          |                          |
|                                                                       | Marine Rosset Parti socialiste                                                     | 2 700                     | 6,11                      |                          |                          |
|                                                                       | Anne-Françoise Prunières La France insoumise                                       | 2 632                     | 5,96                      |                          |                          |
|                                                                       | Gilles Seignan Europe Écologie Les Verts                                           | 2 086                     | 4,72                      |                          |                          |
|                                                                       | Henri Guaino Divers droite (Les Républicains diss.)                                | 1 991                     | 4,51                      |                          |                          |
|                                                                       | Manon Bouquin Front national                                                       | 1 021                     | 2,31                      |                          |                          |
|                                                                       | Lorraine Questiaux Parti communiste français (République et socialisme)            | 594                       | 1,35                      |                          |                          |
|                                                                       | Pauline Betton Parti chrétien-démocrate                                            | 557                       | 1,26                      |                          |                          |
|                                                                       | Fabien Couture Parti animaliste                                                    | 493                       | 1,12                      |                          |                          |
|                                                                       | Alain Avronsart Divers (#MaVoix)                                                   | 336                       | 0,76                      |                          |                          |
|                                                                       | Jan-Edouard Brunie Debout la France                                                | 211                       | 0,48                      |                          |                          |
|                                                                       | Anne Zanghellini Union populaire républicaine                                      | 190                       | 0,43                      |                          |                          |
|                                                                       | Fabien Lassalle-Humez Nouvelle Donne                                               | 190                       | 0,43                      |                          |                          |
|                                                                       | Delphine Benin Divers droite (577-Les Indépendants)                                | 179                       | 0,41                      |                          |                          |
|                                                                       | Christine Lichtenauer Lutte ouvrière                                               | 120                       | 0,27                      |                          |                          |
|                                                                       | Nicolas Rousseaux Extrême droite                                                   | 97                        | 0,22                      |                          |                          |
|                                                                       | Laurent Gamet Divers droite (Mouvement 100 % - Parti fédéraliste)                  | 92                        | 0,21                      |                          |                          |
|                                                                       | Edmond Coulot Divers centre (Allons enfants !)                                     | 71                        | 0,16                      |                          |                          |
|                                                                       | Alain Penso Divers                                                                 | 45                        | 0,10                      |                          |                          |
|                                                                       | Dominique Lelys Divers droite (Alliance royale)                                    | 34                        | 0,08                      |                          |                          |
|                                                                       | David de Préval Divers droite (Les Républicains diss.)                             | 0                         | 0,00                      |                          |                          |
|                                                                       | Annick Puyoou Divers droite                                                        | 0                         | 0,00                      |                          |                          |
| Source : Ministère de l'Intérieur - Deuxième circonscription de Paris |                                                                                    |                           |                           |                          |                          |

### Élections législatives de 2022
Les élections législatives françaises de 2022 se sont déroulées les dimanches 12 et 19 juin 2022.
|                                                    |                                                                               |                           |                           |                          |                          |
|                                                    |                                                                               | Premier tour 12 juin 2022 | Premier tour 12 juin 2022 | Second tour 19 juin 2022 | Second tour 19 juin 2022 |
|                                                    |                                                                               |                           |                           |                          |                          |
|                                                    |                                                                               | Nombre                    | % des inscrits            | Nombre                   | % des inscrits           |
| Inscrits                                           | Inscrits                                                                      | 74 767                    | 100                       | 74 773                   | 100                      |
| Abstentions                                        | Abstentions                                                                   | 30 690                    | 41,05                     | 32 353                   | 43,27                    |
| Votants                                            | Votants                                                                       | 44 077                    | 58,95                     | 42 420                   | 56,73                    |
|                                                    |                                                                               |                           | % des votants             |                          | % des votants            |
| Bulletins blancs                                   | Bulletins blancs                                                              | 349                       | 0,79                      | 1 641                    | 3,87                     |
| Bulletins nuls                                     | Bulletins nuls                                                                | 132                       | 0,30                      | 597                      | 1,41                     |
| Suffrages exprimés                                 | Suffrages exprimés                                                            | 43 596                    | 98,91                     | 40 182                   | 94,72                    |
|                                                    |                                                                               |                           |                           |                          |                          |
| Candidat Étiquette politique (partis et alliances) | Candidat Étiquette politique (partis et alliances)                            | Voix                      | % des exprimés            | Voix                     | % des exprimés           |
|                                                    |                                                                               |                           |                           |                          |                          |
|                                                    | Gilles Le Gendre* Ensemble                                                    | 15 547                    | 35,66                     | 25 471                   | 63,39                    |
|                                                    | Marine Rosset Nouvelle Union populaire écologique et sociale Parti socialiste | 11 890                    | 27,27                     | 14 710                   | 36,61                    |
|                                                    | Jean-Pierre Lecoq Les Républicains                                            | 7 948                     | 18,23                     |                          |                          |
|                                                    | Isabelle Gilbert Reconquête                                                   | 2 827                     | 6,48                      |                          |                          |
|                                                    | Quitterie de Villepin Sans étiquette                                          | 2 362                     | 5,42                      |                          |                          |
|                                                    | André Rougé Rassemblement national                                            | 1 294                     | 2,97                      |                          |                          |
|                                                    | Karine Dreyfuss Parti animaliste                                              | 682                       | 1,56                      |                          |                          |
|                                                    | Élise Magne Volt                                                              | 550                       | 1,26                      |                          |                          |
|                                                    | Daniel Assayag Parti pirate                                                   | 248                       | 0,57                      |                          |                          |
|                                                    | Charline Joliveau Lutte ouvrière                                              | 146                       | 0,33                      |                          |                          |
|                                                    | Adrien Frantz Parti ouvrier indépendant                                       | 102                       | 0,23                      |                          |                          |
| * Député sortant                                   |                                                                               |                           |                           |                          |                          |

### Élections législatives de 2024
Les élections législatives françaises de 2024 se sont déroulées les dimanches 30 juin 2024 et 7 juillet 2024.
| Candidat                 | Candidat                         | Parti et coalition       | Nuances                  | Premier tour | Premier tour | Second tour | Second tour |
| Candidat                 | Candidat                         | Parti et coalition       | Nuances                  | Voix         | %            | Voix        | %           |
| ------------------------ | -------------------------------- | ------------------------ | ------------------------ | ------------ | ------------ | ----------- | ----------- |
|                          | Marine Rosset                    | PS (NFP)                 | UG                       | 18 845       | 33,40        | 21 784      | 43,50       |
|                          | Jean Laussucq                    | SE (ENS)                 | ENS                      | 13 325       | 23,62        | 28 294      | 56,50       |
|                          | Gilles Le Gendre                 | RE diss.                 | DVC                      | 11 071       | 19,62        | Retrait     | Retrait     |
|                          | Mélody De Witte                  | RN                       | RN                       | 6 206        | 11,00        |             |             |
|                          | Félicité Herzog de Cossé Brissac | LR (UDC)                 | DVD                      | 3 792        | 6,72         |             |             |
|                          | Romain Marsily                   | NÉ                       | DVD                      | 1 229        | 2,18         |             |             |
|                          | Ornella Evangelista              | REC                      | REC                      | 778          | 1,38         |             |             |
|                          | Cécile Marie Lorans              | Équinoxe                 | ECO                      | 512          | 0,91         |             |             |
|                          | Frédéric Mauriange               | ÉAC                      | DVC                      | 430          | 0,76         |             |             |
|                          | Charline Joliveau                | LO                       | EXG                      | 168          | 0,30         |             |             |
|                          | Élise Magne                      | Volt                     | DVG                      | 60           | 0,11         |             |             |
|                          | Clara Sacasa                     | NPA-R                    | EXG                      | 0            | 0,00         |             |             |
|                          |                                  |                          |                          |              |              |             |             |
| Votes valides            | Votes valides                    | Votes valides            | Votes valides            | 56 416       | 99,14        | 50 078      | 95,73       |
| Votes blancs             | Votes blancs                     | Votes blancs             | Votes blancs             | 335          | 0,59         | 1 656       | 3,17        |
| Votes nuls               | Votes nuls                       | Votes nuls               | Votes nuls               | 157          | 0,28         | 575         | 1,10        |
| Total                    | Total                            | Total                    | Total                    | 56 908       | 100          | 52 309      | 100         |
| Abstention               | Abstention                       | Abstention               | Abstention               | 17 671       | 23,69        | 22 270      | 29,86       |
| Inscrits / participation | Inscrits / participation         | Inscrits / participation | Inscrits / participation | 74 579       | 76,31        | 74 579      | 70,14       |

### Élection partielle de 2025
Le 11 juillet 2025, le Conseil constitutionnel déclare le député Renaissance Jean Laussucq inéligible pendant un an, qui fait qu'il est déclaré démissionnaire d'office,.
L'élection partielle est prévue pour se tenir les dimanche 21 et 28 septembre 2025.
| Candidat                 | Candidat              | Parti et coalition | Premier tour | Premier tour | Premier tour | Second tour | Second tour | Second tour |  |
| Candidat                 | Candidat              | Parti et coalition | Voix         | %            | +/-          | Voix        | %           | +/-         |  |
| ------------------------ | --------------------- | ------------------ | ------------ | ------------ | ------------ | ----------- | ----------- | ----------- |  |
|                          | Frédérique Bredin     | PS                 |              |              | Nv.          |             |             |             |  |
|                          | Vadim Asadov          | PLIB               |              |              | Nv.          |             |             |             |  |
|                          | Michel Barnier        | LR                 |              |              |              |             |             |             |  |
|                          | Patricia Sonia Bekono | EÉÉ                |              |              | Nv.          |             |             |             |  |
|                          | Rachida Dati          | LR diss.           |              |              | Nv.          |             |             |             |  |
|                          | Thierry Mariani       | RN - LDP           |              |              |              |             |             |             |  |
|                          | Luca de Paris         | DEC (DNM)          |              |              | Nv.          |             |             |             |  |
|                          |                       |                    |              |              |              |             |             |             |  |
| Votes valides            |                       |                    |              |              |              |             |             |             |  |
| Votes blancs             |                       |                    |              |              |              |             |             |             |  |
| Votes nuls               |                       |                    |              |              |              |             |             |             |  |
| Total                    | Total                 | Total              |              | 100          |              | 100         |             |             |  |
| Abstention               |                       |                    |              |              |              |             |             |             |  |
| Inscrits / participation |                       |                    |              |              |              |             |             |             |  |

#### Sondages

##### Premier tour
| Source                                                                                          | Date de réalisation | Échantillon | LO       | NFP   | LR diss. | LR      | RN      |
| Source                                                                                          | Date de réalisation | Échantillon | Joliveau | Comet | Dati     | Barnier | Mariani |
| ----------------------------------------------------------------------------------------------- | ------------------- | ----------- | -------- | ----- | -------- | ------- | ------- |
| Source                                                                                          | Date de réalisation | Échantillon |          |       |          |         |         |
| Michel Barnier est investi par Les Républicains au détriment de Rachida Dati (28 juillet 2025). |                     |             |          |       |          |         |         |
|                                                                                                 | 17-21 juillet 2025  | 600         | 1        | 30    | 33a      | 28      | 8       |

##### Second tour
| Source                                                                                          | Date de réalisation | Échantillon | NFP   | LR diss. | LR      |
| Source                                                                                          | Date de réalisation | Échantillon | Comet | Dati     | Barnier |
| ----------------------------------------------------------------------------------------------- | ------------------- | ----------- | ----- | -------- | ------- |
| Source                                                                                          | Date de réalisation | Échantillon |       |          |         |
| Michel Barnier est investi par Les Républicains au détriment de Rachida Dati (28 juillet 2025). |                     |             |       |          |         |
|                                                                                                 | 17-21 juillet 2025  | 600         | 39    | 61a      | —       |
| —                                                                                               | 17-21 juillet 2025  | 600         | 52a   | 48       |         |

a  Testée comme candidate de la majorité présidentielle